# 2521
2521(이천오백이십일)은 2520보다 크고 2522보다 작은 자연수다.

## 수학
- 369번째 소수(素數)다. 앞의 소수는 2503, 다음 소수는 2531이다.
- 피타고라스 삼조의 빗변의 길이이다. ({\displaystyle 71^{2}+2520^{2}=2521^{2}})[a]
- {\displaystyle 2521=35^{2}+36^{2}}
  - 36번째 중심있는 사각수로, 연속하는 두 자연수의 제곱합으로 나타낼 수 있는 수다. 앞의 중심있는 사각수는 2381, 다음은 2665다.
- {\displaystyle 2521=21^{2}+28^{2}+36^{2}}
  - 연속하는 세 삼각수의 제곱합으로 나타낼 수 있으며, 이 성질을 지닌 앞의 수는 1450, 다음 수는 4105다.
- {\displaystyle 71^{4}-1}은 2521로 나누어떨어진다.

## 과학
- NGC 2521: 살쾡이자리 방향에 있는 은하.

## 작품
- 드라마 《스물다섯 스물하나》의 약칭.

## 기타
- 연도: 2521년, 기원전 2521년

## 같이 보기
- 2000